# Бриаля
Бриа̀ля (на италиански: Briaglia; на пиемонтски: Briaja, Бриая) е село и община в Северна Италия, провинция Кунео, регион Пиемонт. Разположено е на 546 m надморска височина. Населението на общината е 319 души (към 2010 г.).